# التونا، هامبورگ
التونا، هامبورگ (به آلمانی: Altona, Hamburg) یک سکونتگاه مسکونی در آلمان است که در هامبورگ واقع شده‌است.

## خصوصیات
التونا ۷۷٫۵ کیلومترمربع مساحت دارد.